# Szkoła przetrwania (serial telewizyjny 2006)
Szkoła Przetrwania (ang. Man vs. Wild lub Ultimate Survival lub Born Survivor: Bear Grylls) − program emitowany przez Discovery Channel, w którym podróżnik i były żołnierz służb specjalnych SAS 21, Special Air Service,
Bear Grylls prezentuje jak przetrwać w ekstremalnych lub trudnych warunkach.
Bear Grylls mając ze sobą jedynie: nóż, manierkę i krzesiwo pokazał jak przetrwać na: lodowcu w Islandii, na safari w Kenii, w amazońskiej dżungli w Ekwadorze, w Alpach, w lesie deszczowym w Kostaryce, na Alasce, hawajskim wulkanie, Saharze, Syberii i wielu innych miejscach. W odcinkach specjalnych dotyczących tzw. „miejskiej dżungli” wykorzystano m.in. przestrzeń Stoczni Gdyńskiej.
Program polega na tym, że prezenter czyli Bear Grylls pokazuje jak przetrwać w najdzikszych lub trudnych do przetrwania miejscach na świecie. Wraz z kamerzystą, dźwiękowcem oraz ze względów bezpieczeństwa instruktorem danej okolicy pozostawieni są na pastwę losu. Bear Grylls pokazuje różne sztuczki i porady, jak poradzić sobie w trudnym środowisku.
Kręcenie każdego odcinka trwa mniej więcej tydzień. Przed kręceniem danego odcinka, Bear ma tydzień na zapoznanie się z terenem. Podczas kręcenia odcinka musi pokazać najniebezpieczniejsze rzeczy, które zadecydują w danym terenie o życiu lub śmierci. Program jest częściowo reżyserowany, i nie wszystkie rzeczy pokazane w nim są przypadkowe.

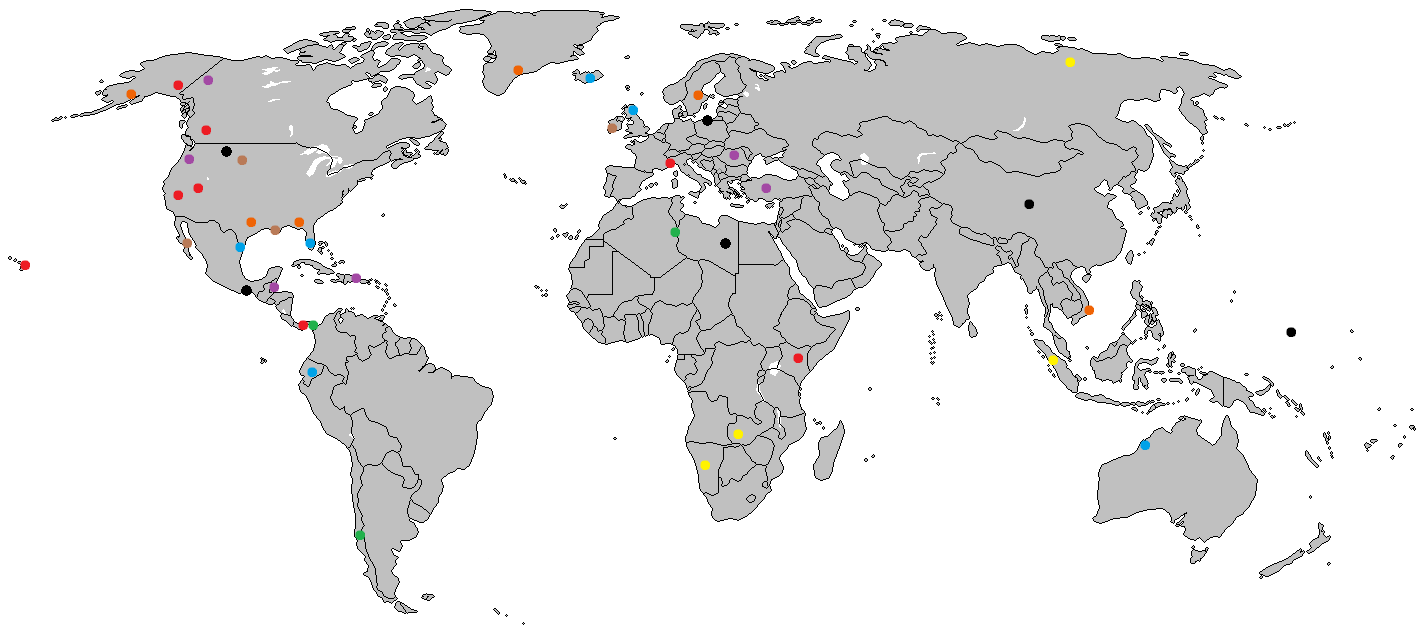
Miejsca kręcenia szkoły przetrwania
(uaktualniono 13 listopada 2009)
Czerwony – Sezon 1, część 1
Niebieski – Sezon 1, część 2
Zielony – Sezon 2, część 1
Żółty – Sezon 2, część 2
Brązowy – Sezon 3, część 1
Fioletowy – Sezon 3, część 2
Pomarańczowy – Sezon 4, część 1
Czarny – Sezon 4, część 2

## Epizody

### Sezon 1
1. Góry Skaliste – Góry Skaliste, USA – (pilot) (27 października 2006) – W tym odcinku Bear Grylls pokazuje jak znaleźć ludzi w tak odległym miejscu. Skacze m.in. w 9 – metrową przepaść do rzeki.
2. Pustynia Moab – Moab, Utah, USA (10 listopada 2006) – W tym odcinku Bear, pokazuje jak na pustyni Moab znaleźć pokarm oraz wodę. Pokaże nam jak przekroczyć rzekę z rwącym potokiem.
3. Lasy Deszczowe Kostaryki – półwysep Osa, Kostaryka (17 listopada 2006) – Bear pokazuje jak znaleźć rzekę w dżungli, za pomocą której można łatwiej znaleźć cywilizację. Walczy m.in. z komarami, wężami oraz innymi niebezpiecznymi zwierzętami.
4. W górach Alaski – Chugach Mountains, Alaska, USA (24 listopada 2006) – Bear pokazuje jak złowić bez użycia sprzętu wędkarskiego łososia. Zademonstruje nam jak zbudować schronienie w tak zimnym i niebezpiecznym miejscu. M.in będzie się wspinał po 60 – metrowym urwisku.
5. Mount Kilauea – wulkan Kilauea, Hawaje, USA (1 grudnia 2006) – W tym odcinku Bear walczy z wypływającą lawą, oraz innymi niebezpieczeństwami.
6. Sierra Nevada – Sierra Nevada, USA (8 grudnia 2006) – W tym odcinku Bear Grylls pokaże jak zabić i zjeść jadowitego węża. Z pomocą Indian, pokazuje jak polować w tak trudnym terenie.
7. Afrykańska Sawanna – Północna Kenia, Afryka (15 grudnia 2006) – Na kenijskiej sawannie, Bear pokazuje co zrobić gdy natkniemy się na lwa, hienę, słonia oraz nosorożca. Pokaże nam jak znaleźć ludzi w tak odludnym miejscu.
8. Alpy – Alpy, Francja (22 grudnia 2006) – W alpach Bear pokazuje jak zbudować schronienie, skąd pozyskać żywność oraz jak zbudować zasłonę ze śniegu. Pokazuje jak zrobić rakiety śnieżne z kawałka gałęzi oraz sznurka.
9. Bezludna Wyspa – Hawaje, Ocean Spokojny (29 grudnia 2006) – Na bezludnej wyspie Bear pokazuje skąd wziąć wodę, gdy brak źródła. Pokaże również jak poradzić sobie z głodem i co upolować w wodzie.

### Sezon 2
1. Park Narodowy Everglades – Floryda, USA (15 czerwca 2007) – W parku narodowym Everglades, Bear walczy z bagiennym terenem, Aligatorami oraz niebezpiecznymi roślinami.
2. Islandia – Islandia, Północny Atlantyk (22 czerwca 2007) – W Islandii, Bear Grylls walczy z silnym wiatrem osiągającym 80 km/h. Pokazuje jak przejść przez lodowatą rzekę oraz jak wydostać się z trzęsawiska.
3. Meksyk – Copper Canyon, Meksyk (29 czerwca 2007) – Bear pokazuje jak poradzić sobie w meksykańskim kanionie, nauczy nas jak odnaleźć kierunki świata za pomocą samodzielnie zbudowanego kompasu.
4. Kimberley, Australia – Kimberley, Australia Zachodnia (6 lipca 2007) – Bear walczy z potwornym upałem i suszą, będzie zmuszony do wypicia własnego moczu. Natknie się m.in. na jadowitego węża.
5. Ekwador – Ekwador, Ameryka Południowa (13 lipca 2007) – Bear trafia w Andy do ekwadorskiej dżungli, pokazuje jak podążać w tak ciężkim terenie. Walczy z ciągłym deszczem i niebezpiecznymi zwierzętami i roślinami.
6. Szkocja – Cairngorms, Highlands, Szkocja (20 lipca 2007) – Bear demonstruje nam, jak znaleźć żywność, jak upolować i oprawić królika. Pokazuje, jak sprawdzić szanse na zejście lawiny. Walczy z silnym wiatrem i mrozem.

### Sezon 3
1. Odcinek specjalny – Misja Mount Everest – (1 września 2007)
2. Sahara część 1 – Sahara, Afryka Północna (część 1) (9 września 2007) – Bear Grylls trafia w jedno z najgorętszych miejsc na świecie, walczy z upałem i brakiem wody. Pokaże jak żyją Berberowie oraz jak pozyskać wodę z martwego wielbłąda.
3. Sahara część 2 – Sahara, Afryka Północna (część 2) (16 września 2007) – c.d. wyprawy na Saharę, pokazuje co zrobić przy spotkaniu w wężem oraz jak znaleźć wodę w tak suchym miejscu.
4. Panama część 1 – Panama, Ameryka Centralna (część 1) (23 września 2007) – Bear trafia na panamską dżunglę. Walczy m.in. z dużą wilgotnością powietrza i niebezpiecznymi zwierzętami.
5. Panama część 2 – Panama, Ameryka Centralna (część 2) (30 września 2007) – Bear pokazuje jak poradzić sobie w panamskiej dżungli.
6. Patagonia część 1 – Argentyna, Ameryka Południowa (część 1) (7 grudnia 2007) – Bear trafia na jedno z najzimniejszych miejsc na świecie, walczy z potwornym mrozem, burzą śnieżną.
7. Patagonia część 2 – Chile, Andy, Ameryka Południowa (część 2) (14 grudnia 2007) – W tym odcinku Bear pokazuje jak przetrwać w Patagonii. M.in co zrobić przy zejściu lawiny, oraz jak zbudować norę w śniegu.
8. Odcinek specjalny – Co można zjeść? – (21 grudnia 2007) – W tym odcinku Bear pokazuje, co jest jadalne, a co nie. Udowadnia nam, że nawet najgorsze rzeczy można zjeść i dzięki temu przeżyć.

### Sezon 4
1. Zambia – Zambia, Afryka (2 maja 2008) – Bear skacze do rzeki Zambezi, niedaleko wodospadu Wiktorii. Stawia czoło sawannie i zostaje pobrudzony wnętrznościami larwy podczas próby skonsumowania jej.
2. Namibia – Namibia, Afryka (9 maja 2008) – Bear trafia w suche miejsca Namibii, pokazuje jak znaleźć wodę, oraz jak wykorzystać słońce aby ją zdobyć.
3. Pierścień ognia – Sumatra, Indonezja (część 1) (16 maja 2008) – Bear walczy z bagnami na Sumatrze. M.in. zje jaszczurkę oraz węża mangrowego.
4. Pierścień ognia – Sumatra, Indonezja (część 2) (23 maja 2008) – W drugiej części Bear skacze ze spadochronem na bezludną wyspę w pobliżu Indonezji.Je miejscowe kraby oraz upolowaną przez niego ogończę.
5. Syberia – Syberia, Rosja (część 1) (30 maja 2008) – Bear walczy z temperaturą, która sięga -50 °C. Pokazuje jak złowić rybę przez przerębel oraz jak rozpalić ogień w tak zimnym miejscu. Walczy z hipotermią.
6. Syberia – Syberia, Rosja (część 2) (6 czerwca 2008) – Bear kontynuuje swoją wyprawę na Syberii, gdzie uczy się technik przetrwania w tak zimnym miejscu od Tuwińców.

### Sezon 5
1. Półwysep Baja – Półwysep Kalifornijski, Meksyk (6 sierpnia 2008) – Bear pokazuje jak znaleźć wodę na tak suchym miejscu. Próbuje również podebrać miód z gniazda pszczół.
2. Luizjana – Południe USA (27 sierpnia 2008) – W Luizjanie Bear walczy z aligatorem oraz komarami. Pokazuje jak przetrwać w czasie huraganów.
3. Irlandia – Irlandia (3 września 2008) – Bear Grylls pokazuje jak poradzić sobie jako rozbitek w lodowatej wodzie oraz jak wydostać się z trzęsawiska.
4. Dakota Południowa – Dakota Południowa, USA (10 września 2008) – Bear trafia w Góry Czarne w Dakocie Południowej, pokazuje jak poradzić sobie w burzy oraz pokazuje jak poradzić sobie gdy napotkamy stado bizonów.
5. Best of – odc. specjalny (17 września 2008) – Odcinek, w którym pokazane są najlepsze sceny z sezonu trzeciego.
6. Belize – Ameryka Środkowa, Belize (12 stycznia 2009) – Bear trafia do dżungli, gdzie walczy z Boa dusicielem, wielkimi wodospadami oraz z dużą temperaturą.
7. Jukon – Jukon, Kanada (10 września 2008) – Bear trafia w odlegle zakątki Kanady, aby pokazać nam jak przetrwać w tak zimnym i surowym miejscu.Trafia na zamrożone pustkowia północnej Kanady, gdzie m.in. będzie zwiedzał stare kopalnie.
8. Oregon – USA, Oregon (26 stycznia 2009) – W stanie Oregon Bear Grylls pokazuje jak poruszać się po głębokim kanionie oraz pokazuje jak przetrwać w tak odludnym miejscu.
9. Dominikana – Republika Dominikany, Haiti (2 lutego 2009) – Bear trafia na Dominikanę, m.in. zje tarantulę oraz pokaże jak przetrwać w sezonie huraganów.
10. Turcja – Turcja (9 lutego 2009) – Bear przedstawia nam jak dojść do cywilizacji w Turcji. Pokazuje jak znaleźć wodę w tak suchym miejscu oraz walczy z dzikimi zwierzętami.
11. Rumunia – Rumunia, Karpaty (16 lutego 2009) – Bear trafia w dzikie lasy Transylwanii. Pokazuje m.in. jak radzić sobie przy spotkaniu z niedźwiedziem oraz jak zdobyć w takim dzikim miejscu pożywienie.
12. Poradnik – Jak przetrwać w dziczy (23 lutego 2009) – Ekipa Szkoły Przetrwania pokazuje w skrócie jak przetrwać w dziczy – m.in. jak znaleźć wodę, pożywienie oraz jak rozniecać ogień.
13. Szwecja – Szwecja (2 czerwca 2009) – Odcinek specjalny nakręcony z Willem Farellem w celu promowania nowego filmu Willa "Land of the Lost"

### Sezon 6
1. Koło Podbiegunowe – Koło podbiegunowe, Grenlandia (12 sierpnia 2009) – W tym odcinku Bear walczy m.in. z mrozem, dużą warstwą śniegu oraz lodowymi przepaściami.
2. Alabama – Alabama (19 sierpnia 2009) – W stanie Alabama Bear walczy z młodym dzikiem, zimnym potokiem oraz pożarem lasu.
3. Wietnam – Wietnam (26 sierpnia 2009) – W Wietnamie, Bear pokazuje jak przetrwać w dżungli, co zrobić gdy napotka się kobrę, a także jak znaleźć wodę oraz pokarm w tak surowym terenie.
4. Teksas – Teksas (2 września 2009) – Bear Grylls walczy z upałami, pustynią, brakiem wody i pokarmu oraz z grzechotnikiem.
5. Alaska – Alaska (9 września 2009) – Bear Grylls powraca na Alaskę, aby ponownie pokazać nam, jak przetrwać w jednym z najdzikszych miejsc na świecie.
6. Poradnik 2 – Jak przetrwać w dziczy 2 (16 września 2009) – Bear ponownie pokazuje w skrócie, jak przetrwać w najdalszych zakątkach świata.
7. The Inside Story - (23 września 2009) – W tym odcinku ekipa Szkoły Przetrwania pokazuje wszystko od „kuchni”, czyli jak kręcą odcinki, oraz wypowiedzi członków ekipy oraz Bear'a na temat ich przeżyć podczas kręcenia odcinków.
8. Australia i Oceania – Australia, Oceania, Pacyfik (6 stycznia 2010) – Bear trafia na bezludną, małą, piaskową wyspę na Pacyfiku. Walczy z brakiem pitnej wody, brakiem pożywienia oraz odwodnieniem. W obliczu zagrożenia tego ostatniego dokonuje lewatywy.
9. Chiny – Chiny (13 stycznia 2010) – W tym odcinku Grylls walczy z dżunglą, huraganem oraz robactwem. Pokazuje nam różne techniki polowania kultystów.
10. Montana – Montana (20 stycznia 2010) – W tym odcinku Bear Grylls skacze ze spadochronem na skały w stanie Montana. Walczy z wielkimi i ostrymi skałami, a także górami. Będzie miał bliskie spotkanie z pociągiem w tunelu.
11. Gwatemala – Gwatemala (27 stycznia 2010) – Bear pokazuje nam jak przetrwać w Gwatemali. Znajduje się na wielkim wulkanie i pokazuje nam, jak poruszać się w podziemnych rzekach.
12. Polska – Gdynia, Betonowa dżungla (3 lutego 2010) – Odcinek, w którym Bear pokazuje nam, jaki może być pożytek z przedmiotów, które nas otaczają. Pokazuje m.in. jak zrobić schronienie z wraku samochodu i jak stworzyć pułapkę na zwierzęta z przedmiotów domowego użytku.
13. Odcinek specjalny – od kulis – (10 lutego 2010) – Bear Grylls pokazuje w tym odcinku swoją całą grupę filmową.
14. Afryka Północna – Afryka Północna Sahara (17 lutego 2010) – Bear przemierza Saharę na północ. Pokazuje nam m.in. jak zbudować schronienie z akacji.Zademonstruje, jak poradzić sobie z szarańczą oraz pokaże nam techniki połowu ośmiornic.
15. Odcinek specjalny – Top 25 (6 czerwca 2010) – 25 najlepszych momentów wybranych przez Beara Grylls'a.

### Sezon 7
1. Wyspy Pacyfiku, Papua-Nowa Gwinea – Papua-Nowa Gwinea – Bear znajduje się na wyspie w Cieślinie Torresa obok Papui-Nowej Gwinei. M. In. poluje na rekina i buduje prowizoryczną tratwę z bambusa.
2. Wyspy piaskowe, Północna Australia – Australia – Tym razem Bear znajduje się w północnej Australii. Pokaże nam jak przetrwać na mokradłach pełnych krokodyli i jak znaleźć wodę.
3. Góry Skaliste, Kanada – Kanada
4. Gruzja, Kaukaz – Gruzja – Bear ląduje na Kaukazie aby pokazać nam jak przetrwać w bardzo surowych warunkach. Pokazuje m.in. jak zbudować prosty szałas i nurkuje w błocie po własnego buta...
5. Pustynia Mojave, Stany Zjednoczone – Mojave

### Sezon 8
1. Arizona – USA Arizona (31 sierpnia 2011) – Bear przemierza pustynię w stanie Arizona. Znajduje wrak samolotu i w połączeniu ze spadochronem powstaje samochód napędzany wiatrem.
2. Borneo – Borneo (7 września 2011)
3. Archipelag Malajski – Archipelag Malajski (14 września 2011) – Tym razem Bear znajduje się na jednej z wysp Archipelagu Malajskiego. Buduje sobie domek na drzewie oraz ma okazję jeść smaczne rzeczy – ogończę, langustę i... świnię (wszystko upieczone na ogniu).
4. Odcinek specjalny, Przewodnik po świecie (21 września 2011) – Przypomnienie odcinków w kolejności od tych kręconych w tropikach do tych kręconych na biegunie.
5. Wyspa Południowa, Nowa Zelandia – Nowa Zelandia (28 września 2011)